# Affaires de corruption dans le football belge
 (septembre 2013).
Si vous disposez d'ouvrages ou d'articles de référence ou si vous connaissez des sites web de qualité traitant du thème abordé ici, merci de compléter l'article en donnant les références utiles à sa vérifiabilité et en les liant à la section « Notes et références ».
Cette page propose une liste non exhaustive de différentes affaires de corruption ayant, à diverses époques, provoqué un scandale et jeté le trouble sur certaines compétitions de football en Belgique. Ces affaires, si elles ont été considérées comme représentant une « falsification de la compétition », ont entraîné des sanctions.
Cette liste n’est pas un réquisitoire mais un rappel de dossiers qui ont été traités par les instances de la Fédération belge de football et/ou les tribunaux civils.
Certaines décisions rendues ont été et/ou sont toujours contestées par certains des intervenants.

## Émergence dans les années 1960
Dans le chef de certains, la triste volonté de falsifier le résultat d’une compétition sportive est aussi ancienne que la compétition elle-même.
Dans le cadre du football belge des dossiers anciens sont connus mais on note leur recrudescence à partir des années 1960. 
Cela s’explique grandement par le fait qu’à cette période, la plus haute division du football belge (Division 1) est nettement devenue semi-professionnelle et tend tout aussi nettement à devenir exclusivement professionnelle. Elle entraîne dans son sillage des divisions qui lui son directement inférieures.
La gestion de clubs sportifs en général, et de football, en particulier, implique des budgets en totale et permanente expansion. Une relégation évitée ou un titre obtenu peuvent influencer le développement d’un club. Certaines personnes ne résistent pas à la tentation et deviennent ce que l’on ne peut qualifier autrement que de « tricheuses».

### Augmentation des risques
L’évolution du football, de sa médiatisation, et des leurs périphériques telle que la multiplication des possibilités de parier sur les résultats des matchs sont autant de vecteurs à une tricherie potentielle. Les « tentateurs » et les « tentés » s’en retrouvent plus nombreux.
Fort heureusement, le nombre de dossiers de fraude reste très minoritaire en rapport avec les milliers de rencontres hebdomadaires. Si l’éradication totale de la triche est vraisemblablement impossible, heureusement les malversations peuvent très souvent être jugulées.

## Principaux dossiers de corruption dans le football belge
Liste non exhaustive de concernant que les quatre plus hautes divisions.

### 1963 – Waterschei-Tilleur
- Compétition concernée: Division 2
  - Mis en cause: THOR Waterschei
  - Plaignant/Victime: R. Tilleur FC

- Faits: Le club de Waterschei aurait soudoyé un de ses anciens joueurs pour défavoriser Tilleur. Waterschei et Tilleur sont en lutte pour obtenir la montée en D1.
- Conséquences: La procédure est assez longue et ne trouve un aboutissement qu’en août 1963 peu avant la reprise du championnat 1963-1964. Reconnu coupable, Waterschei, qui pense jouer en D1, est rétrogradé en D3. C’est le 3e classé de D2, à savoir Turnhout qui est promu parmi l’élite.

### 1963 – Dossier Hasseltse VV
- Compétition concernée: Promotion, Série A
  - Mis en cause: K. Hasseltse VV
  - Plaignant/Victime: ??

- Faits: Le club d'Hasseltse VV (« den HaWaï ») remporte le titre de la série A. Mais au lieu de monter en D3, le club est sanctionné pour « falsification » ou « tentative de falsification de compétition ».
- Conséquences: C'est le 2e classé, le Verbroedering Mechelen-aa-de-Maas qui est promu en Division 3. Hasseltse VV est relégué d'office en P1 limbourgeoise. Le matricule 65 ne s'en remet jamais. En 1964, il fusion avec son rival du K. Excelsior FC Hasselt (matricule 37) pour former le K. SC Hasselt (matricule 37). En 1965, des nostalgiques de l'ancien « HaWaï » refonde un nouvel « Hasselt VV » qui après diverses fusions avec d'autres clubs locaux devient, en 2005, le « Torpedo Hasselt ».

### 1964 – Turnhout-Beringen
- Compétition concernée: Division 1
  - Mis en cause: K. FC Turnhout
  - Plaignant/Victime: K. Beringen FC

- Faits:
  - Préambule: Beringen joue une brillante saison et est en lice pour l’attribution du titre national. À l’opposé, Turnhout lutte contre la relégation. Le 1er mars 1964, Turnhout cause la surprise en battant Beringen 2-0.
  - Accusation: Le 1er mars 1964, Beringen écrit à l’URBSFA en accusant Turnhout d’avoir acheté certains joueurs de Beringen. L’Union Belge ouvre une enquête qui démontre que trois éléments du matricule 522 ont été corrompus. Le 28 mars 1964, deux membres de la direction de Turnhout, dont le Président Jan Verbeek, auraient offert de l’argent à des joueurs de Beringen, par l’intermédiaire d’un certain Vic Verdonck (ancien joueur de Diest devenu relation d’affaires de Verbeek).

Un somme de 40.000 Francs belges (ca 1,000 euro) aurait été versée à Frans Gebruers, alors gardien de Beringen. Verdonck affirme que la même somme a été versée à Felix Geybels. Avant la rencontre du 1er mars, Gebruers aurait pris peur et aurait menacé Geybels. Gebruers redoutant que la direction de son club n’ait eu vent de l‘affaire aurait voulu refusé de tricher, mais Geybels l’aurait persuadé du contraire.
- Conséquences: Reconnu coupable, KV Turnhout (repêché un an plus tôt à la suite de l’affaire Waterschei-Tilleur) est puni et relégué en D2 (le club avait assuré son maintien). À la suite de cette sanction, Berchem Sport évite la descente. Les 40.000 FB perçus par Gebruers furent saisis par l’URBSFA. Verbeek, Verdonck, Gebruers et Geybels sont suspendus à vie. À la suite de cette affaire, la légende du club de Turnhout et alors entraîneur, Vic Stroybant démissionne après la relégation contrainte.

### 1964 – RC Lokeren/SK Deinze
- Compétition concernée: Promotion, série C
  - Mis en cause: K. RC Lokeren
  - Plaignant/Victime: KM SK Deinze

- Faits: Le RC Lokeren, qui lutte pour son maintien, est condamné pour « corruption » ou « tentative de corruption » au détriment du SK Deinze.

- Conséquences: Le RC Lokeren qui a assuré son maintien en terminant le championnat à la 12e place est rétrogradé en P1 de Flandre orientale. Le 13e classé, KV Courtrai évite la relégation. Le RC Lokeren revient en Promotion en 1969 et fusionne l'année suivante avec son rival voisin du « Standaard Lokeren » pour former le KSC Lokeren.

### 1965 – Charleroi SC/Eendracht Alost
- Compétition concernée: Division 2
  - Mis en cause: K. SC Eendracht Aalst
  - Plaignant/Victime: R. Charleroi SC

- Faits: Lors de la saison « 64-65 », le Sporting de Charleroi évolue en Division 2 depuis huit saisons (descente de D1). Il est empêtré dans la lutte pour le maintien avec, entre autres, Alost (descendu de D1 trois saisons plus tôt), le CS Verviers et Herentals, tandis que Boom distancé est virtuellement relégué. À cinq matchs de la fin, Alost se déplace au Sporting Charleroi et mène 0-3 à la mi-temps. « Pendant le repos de « Charleroi-Alost », , Jean Piccinin, joueur-entraîneur du Sporting Charleroi (qui évolue comme défenseur), aurait confessé à ses équipiers avoir été « acheté ». Il aurait reçu (ou se serait vu proposer) 10.000 FB, par l'intermédiaire de Maurice Jamin (un ancien gardien de but du Sporting Charleroi passé depuis à Anderlecht). À cette époque, Jamin aurait eu grand besoin d'argent et aurait dit à Gaston Van der Elst (un ancien de l'Eendracht Alost également passé à Anderlecht) que « pour 35.000 FB il pouvait arranger les choses ». C'est un ancien président du matricule 90, Jules Matthys qui aurait fourni les fonds. M. Jamin aurait confondu et dénoncé G. Van der Elst.

- Conséquences: L'URBSFA inflige une suspension de trois ans à Gaston Van der Elst. En plus, l'Eendracht Alost est condamnée à descendre d'une division. Comme le club a terminé 15e et descend en Division 3, il est renvoyé en Promotion. L'URBSFA décide aussi que, à la suite de cette punition, seuls trois équipes descendent de D3 en Promotion. Le « meilleur » des quatre relégués, à savoir le Racing de Gand profite de cela et se maintient en D3. Par la suite, Jules Matthys a pris sa part de responsabilité devant les instances fédérales et la punition de G. Van der Elst est finalement réduite à 15 mois effectifs[1].

### 1966 – CS Brugeois-Lierse SK
Ce dossier est aussi appelée Affaire Bogearts
- Compétition concernée: Division 1
  - Mis en cause: R. CS Brugeois
  - Plaignant/Victime: K. Lierse SK

- Faits: Entendu par les enquêteurs de la Fédération belge, Walter Bogaerts, défenseur du Lierse, accuse le vice-président du Cercle de Bruges, Paul Landsoght d'avoir tenté de le corrompre. Sans autres preuves que le témoignage de Bogaerts, le « Cercle » est reconnu coupable et sanctionné.

Paul Landsoght qui bénéficie d'une réputation irréprochable n'accepte pas les accusations et la sanction. Le dirigeant et le club mettent tout en œuvre pour laver leur honneur. En juin 1967, l'URBSFA disculpe totalement Landsoght et le matricule 12.
- Conséquences: Le R. CS Brugeois est relégué d'une division et se trouve ainsi renvoyé en D3, puisqu'il a terminé le championnat à une des deux positions descendantes.  Bien que  blanchi, le Cercle de Bruges reste en Division 3 et met cinq ans à revenir au sein de l'élite nationale. À la suite de cette affaire, le matricule 12 perd des éléments importants dont Gilbert Bailliu qui signe chez le rival voisin, du « Club ».

### 1976 – AA Louviéroise-Berchem Sport
Cette affaire est aussi appelée Affaire Jurion
- Compétition concernée: Division 1
  - Mis en cause: R. AA Louviéroise
  - Plaignant/Victime: K. Berchem Sport

- Faits:
  - Préambule: Cette affaire, en réalité une tentative de corruption, fait grand bruit à l’époque, en raison de son personnage central: Jef Jurion, ancien capitaine d’Anderlecht, 64 fois Diable Rouge et 2 fois lauréat du Soulier d’Or. Devenu entraîneur, Jurion dirige Lokeren puis Beveren avant d’arriver à La Louvière en 1975. À la tête de Loups, il décroche la montée en D1, via le tour final de D2, créé l’année précédente. Parmi les renforts du club hennuyer se trouve le défenseur Eddy Caers qui vient du Football Club Brugeois. Avant la Venise du Nord, Caers a aussi joué à Berchem.
  - Faits: En 1975-1976, la RAAL lutte pour son maintien tout comme Berchem. Jef Jurion qui ne veut pas descendre aurait délégué Eddy Caers et Jacques Roelandt (qu’il a connu à Beveren) pour tenter de convaincre des joueurs de Berchem de se laisser acheter. Caers se serait adressé à d’anciens équipiers: Tony Goossens, Mike Kear et Pierre Van Staay. Le Britannique Kear se serait muni d’un magnétophone et aurait enregistré toute la conversation. Les joueurs anversois auraient refusé de se laisser corrompre et auraient prévenu leur direction, avec la fameuse bande comme preuve. Le matricule 28 aurait averti l’URBSFA.

La suite se fait plus rocambolesque. Avec l’aide d’un détective privé, un piège aurait été tendu à Jef Jurion. Le « privé » se serait fait passer pour un oncle de Goossens et aurait arrangé en rendez-vous, durant lequel l’entraîneur aurait proposé une somme de 30.000 FB (ca 750 euro). Le 11 avril 1976, Berchem reçoit La Louvière et s’incline 1-2, à la régulière. Ce n'est que juste après ce match que le scandale éclate dans la presse !
- Conséquences: La Louvière termine la saison à la 14e place et est sportivement sauvé, au contraire de Beringen, du RC Malines et de… Berchem Sport! Le « matricule 93 » est sanctionné et relégué en D2 pour « tentative de corruption ». Beringen profite de ce fait pour se maintenir. La RAAL écope aussi d’une lourde amende: soit un cinquième de ses rentrées de la saison 75-76 ! Caers et Roelandt reconnaissent leur part de responsabilité et sont suspendus un an. À cause de cela, Roelandt voit capoter un transfert vers le club hollandais de Willem II. De son côté, Jef Jurion est suspendu à vie.

Jurion entame une action devant le Tribunal civil de Bruxelles en réclamant l’annulation de la punition infligée par l’URBSFA assortie d’un dommage de 4 millions de FB (ca 100,000 euro). Finalement, après négociations avec la Fédération, « Mister Europe »  annule la procédure car sa suspension est ramenée à trois ans.
Par la suite, les relations entre les clubs de La Louvière et de Berchem sont longtemps très tendues. Lors de la rencontre suivante où les deux équipes s’affrontent, en D2 1976-1977, le capitaine des Loups refuse de serrer la main de son homologue anversois.

### 1977 - Affaire Polleunis
Ce dossier est assez curieux car aucun élément de preuve n'a jamais été établi
- Compétition concernée: Division 2
  - Mis en cause: Odilon Polleunis, Patro Eisden, KSK Tongres
  - Plaignant/Victime : Saint-Trond VV

- Faits: 
  - Préambule : Le Limbourgeois Odilon Polleunis est au moment de l’éclatement de ce dossier une des figures emblématiques du football de sa province. Formé au Saint-Trond VV, il y joue plusieurs saisons durant les années 1960, en se faisant remarquer comme un redoutable attaquant. Il est 10 fois Diable rouge et honoré d’un Soulier d’or. Transféré au RWDM il conquiert le titre national 1975.  En 1976, Polleunis est retour dans sa région natale au KSK Tongres qui milite en D2. Deux autres clubs limbourgeois évoluent aussi dans l’antichambre de l’élite : Saint-Trond  qui lorgne vers le titre et la montée en Division 1 et le Patro Eisden qui vient de remonter de Division 3.
  - Soupçons/Accusations: Sint-Truidense VV est en lutte pour le titre avec le Patro Eisden et Boom FC. En cours de saison, les dirigeants trudonnaires suspectent deux clubs de s’arranger entre eux: Patro Eisden, rival en tête et Tongres qui est en milieu de tableau. Mise au courant des soupçons, l’URBSFA appelle Polleunis et le somme de s’expliquer.
- Conséquences : Bien qu’il n’y ait aucun preuve à charge ou à décharge, la fédération sanctionne l’ancien International en le suspendant pour une période indéterminée parce qu’il n’a pas collaborer suffisamment à l’enquête ! Une suspension qu'aurait demandée Saint-Trond. « Lon » Polleunis met un terme à sa carrière à la suite de cette affaire. Il ne garde pas rancune à Saint-Trond puisqu'au début des années 1990, il accepte le poste de T1 chez les « Canaris ».

En 1976-1976, le titre de Division 2 est conquis par Boom FC. Patro Eisden, l'Union St-Gilloise, et Waterschei s'inclinent durant le tour final derrière...La Louvière, puni d'une rétrogradation administrative à la fin de la saison précédente. Troisième du général, Saint-Trond a les mains vides.

### 1981 - Beerschot AC-Beringen FC
- Compétition concernée : Division 1
  - Mis en cause : K. Beerschot VAV
  - Plaignant/Victime : K. Beringen FC

- Faits : 
  - Préambule : À la fin des années 1970, le Beerschot (matricule 13) est à la peine. Les tentatives des dirigeants de rendre son lustre à l'heptuple champion national ne réussissent pas. Des transferts importants (dont le célèbre gardien polonais Jan Tomaszewski) n'ont pas apporté le(s) succès escompté(s). Le club est confiné dans la seconde moitié du classement. De son côté Beringen FC lutte annuellement pour assurer son maintien, à l'exception de la saison saison 77-78 qu'il termine à la 10e place.
  - Soupçons-Accusations: Dans le courant de la saison 1980-1981, Beringen accuse le Beerschot d'avoir tenté de corrompre des joueurs limbourgeois. L'enquête de l'URBSFA débouche sur ce que de nombreux chroniqueurs appellent depuis une « étrange affaire de corruption ».

- Conséquences : Reconnu coupable, le Beerschot se défend selon tous les recours dont il dispose, mais en appel le club, qui a terminé le championnat au 14e rang, est finalement sanctionné et relégué en Division 2. Classé 17e, Beringen est sauvé par la rétrogradation des Anversois. Le coup est très dur pour le Beerschot déjà en souffrance financièrement.

S'il regagne sa place parmi l'élite à la fin de la saison suivante (alors que Beringen en est relégué), le Beerschot ne va jamais reprendre le dessus et s'enfoncer dans les créances. Dix ans plus tard, la radiation est évitée de très peu. Mais ce n'est que partie remise car en 1999, le club est déclaré en faillite et disparaît. C'est alors le K. FC Germinal Ekeren et son matricule 3530 qui emménagent alors au Kiel. Devenue Germinal Beerschot Antwerpen (GBA), le club est repbatisé K. Beerschot Antwerpen Club en 2012 mais déclaré à son tour en faillite en 2013. « 13 »...chiffre apprécié des uns, maudit des autres, l'ancien matricule historique.

### 1981 - HO Merchtem et Betekom AC
- Compétition concernée : Promotion
  - Mis en cause : K. HO Merchtem et K. AC Betekom
  - Plaignant/Victime : ???

- Faits : Les deux clubs mis en cause sont sanctionnés, mais on n'a pas retrouvé de trace de ce dossier.
- Conséquences : Reconnus coupables, les deux clubs sont punis d'une rétrogradation administrative d'une division. Merchtem qui a terminé champion de la "Série B" est privé de montée au profit du VK Ninove et renvoyé en "P1" en compagnie de Betekom. Celui-ci a terminé 12e et c'est le 13e classé, le FC Putte qui évite la descente.

### 1981 - Patro Eisden
- Compétition concernée : Division 3
  - Mis en cause : Patro Eisden
  - Plaignant/Victime : K. Witgoor Dessel Sport

- Faits : Jos Van Gulik, le gardien de but du Witgoor Dessel, qui joue la tête du championnat, est approché par des personnes se réclamant du Patro Eisden. Les deux formations se rencontrent lors de la dernière journée. Le Witgoor obtient le partage suffisant (2-2) avec un Van Gulik impérial qui repousse un penalty [3].
- Conséquences : Reconnu coupable, le Patro Eisden est puni et renvoyé en Promotion (D4). Le "Witgoor" qui a remporté le titre est promu en D2 [4].

### 1982 - FC Élougeois-Marchiennoise des Sports
- Compétition concernée : Promotion
  - Mis en cause : FC Élougeois
  - Plaignant/Victime : R. Ass. Marchiennoise des Sp.

- Faits : 
  - Préambule : Au début de la saison 1981-1982, le FC Élougeois monte en Promotion pour la première fois de son Histoire. Tout le championnat, il est empêtré dans la lutte pour le maintien
  - Soupçons/Accusations: Alors que, Jean Zarzecki, le président du FC Élougeois est en déplacement à l'étranger, un autre dirigeant du matricule 2195 aurait contacté Fred Breinich de l’Association Marchiennoise des Sports pour lui proposer de l'argent afin de « laisser filer des matchs ». Breinich refuse et prévient l'URBSFA.

- Conséquences : Reconnu coupable, le FC Élougeois est sanctionné d'une relégation. Le club étant déjà relégué de Promotion, il se retrouve en 2e provinciale. Pour l’anecdote, rappelons que Marchienne ne parvient pas non plus à assurer son maintien. À la suite de cette double descente, le président Zarzecki entame les contacts avec son homologue du club voisin du RSC Boussu-Bois. Le 04/07/1982, une fusion est entérinée pour former le R. Francs Borains Boussu-Élouges sous le matricule 167.

### 1984 - Affaire Bellemans
Ce dossier porte le nom du Magistrat Instructeur, Guido Bellemans, qui a été à l'origine de plusieurs révélations
- Compétition concernée: Division 1
  - Mis en cause: R. Standard de Liège, THOR Waterschei, presque tous les clubs professionnels à des degrés divers
  - Plaignant/Victime: URBSFA, Ministère fédéral belge des Finances

- - Préambule: En 1984, le Football belge professionnel et sa ligue idoine fêtent leurs dix ans d’existence. Les premiers résultats sportifs positifs se sont fait ressentir. Outre plusieurs places de demi-finaliste, Anderlecht a disputé plusieurs finales européennes et en a remportées trois. Le Standard a été finaliste européen deux ans plus tôt. Ces moments de succès incitent l’administration fiscale à « enquêter » sur les possessions et revenus des clubs professionnels.
  - Soupçons/Accusations: L’affaire éclate au grand jour un peu par hasard. Le Juge d’Instruction, Guido Bellemans met au jour de nombreuses « caisses noires » au sein de la comptabilité de pratiquement tous les clubs pros. Une pratique qui est davantage une relique de l’ancien système, d’avant le professionnalisme, qu’une réelle volonté de frauder. Au Standard de Liège, Bellemans et son équipe découvrent un carnet dont l’épluchage entraîne un terrible scandale : le club « rouche » aurait acheté un match à K Waterschei SV THOR Genk lors du championnat 1981-1982 ! Dans leurs explications, les dirigeants liégeois expliquent qu’il s’agissait, après coup, de « remercier » les Limbourgeois pour ne pas avoir blessé de Standardmen quelques jours avant une finale européennes (à et contre le FC Barcelone).

- Conséquences: L’argent de ces « caisses noires » ayant été caché au fisc, des redressements et des amendes, parfois salées, sont infligées. Les clubs belges s’en retrouvent pénalisés par rapport à leurs adversaires européens situés dans des pays où les impôts sont moins pointilleux. Le Standard est lourdement sanctionné et met près de 25 ans pour s’en remettre. Plusieurs joueurs sont suspendus avec une pénalité indirecte pour l’équipe nationale dont ils sont presque tous membres. Et ce à quelques semaines de la phase finale de l’Euro 84.

### 1990 - RWD Molenbeek-FC Zwarte Leeuw
- Compétition concernée: Division 2
  - Mis en cause: RWD Molenbeek
  - Plaignant/Victime: K. FC Zwarte Leeuw

- Faits :
  - Préambule : Lors de la saison 1989-1990, le RWDM et Zwarte Leeuw sont concurrents pour décrocher le titre de Division 2. Le cercle bruxellois a été relégué de D1 la saison précédente, alors que les banlieusards anversois viennent d'être promus de D3.
- Soupçons/Accusations : Le RWDM est accusé d'avoir tenté, avec l'aide de personnes intermédiaires, de corrompre Pol Peeters, le gardien de but de Zwarte Leeuw. L'affaire est révélée parce que l'argent qui aurait été promis n'aurait jamais été versé !

- Conséquences : aucune. Après enquête, l'URBSFA statue qu'aucune preuve de tentative de corruption n'a été établie et surtout qu'aucun lieu avec le RWDM ne peut être prouver. en fin de saison, le club de Molenbeek est sacré champion et remonte en Division 1. Zwarte Leeuw participe au tour final où il échoue à la 2e place derrière le RC Genk. Avant la dernière journée, les deux cercles sont a égalité avec 6 points (victoire à 2 points) devant Boom qui totalise 5 unités. Alors que Boom est battu à Lommel, Genk va étriller Zwarte Leeuw (2-7).

### 1996 - Affaire Polleunis (bis)
- Compétition concernée: Division 3
  - Mis en cause: Odilon Polleunis (K. FC Herentals)
  - Plaignant/Victime: Pedro Gomez (R. Union St-Gilloise)

- Faits: Pedro Gomez, gardien de but de l'Union, affirme qu'Odilon Polleunis lui aurait proposé de l'argent pour laisser gagner Herentals lors de la confrontation entre l'Union SG et le club campinois dans le cadre du Tour final de D3 pour la montée en D2 (rencontre finalement remportée par l'Union 1-2). Gomez aurait enregistré la conversation tendancieuse.

- Conséquences:  Odilon Polleunis est suspendu deux ans.

### 1997 - RSC Anderlecht-Nottingham Forest
- Compétition concernée: Coupe de l'UEFA 1983-1984
  - Mis en cause: R. SC Anderlecht
  - Plaignant/Victime: indirectement Nottingham Forest FC ( Angleterre)

- Faits:
  - Préambule: Au moment de sa révélation, ce dossier se rapporte à une compétition européenne vieille de 13 ans. Soit à 1984, époque pendant laquelle, Anderlecht est en pleine période de gloire sur la scène européenne. Le club bruxellois reçoit le cercle anglais de Nottingham Forest pour une qualification en finale de la Coupe de l'UEFA, dont il est le tenant du titre.
  - Accusation: L'affaire éclate en 1995 quand un duo prétend détenir les preuves qu'Anderlecht a corrompu l'arbitre  prévu pour la rencontre contre Nottingham en 1984. Les deux personnages sont Jean Elst et René Van Aeken. Le premier serait agent de joueur, le deuxième serait un homme d'affaires. Les deux personnages ont un passé assez douteux et seraient proches ou feraient partie du « milieu » anversois. À tour de rôle, ils auraient fait chanter le président anderlechtois Constant Vanden Stock. Et au moment où celui-ci, lassé, refuse de payer, l'affaire est balancée à la presse. Peu après les premières révélations, C. Vanden Stock déclare alors publiquement, au micro du journaliste Francq Baudoncq: « j'ai donné 1.000.000 de FB (ca 25,000 euro) à l'arbitre parce que celui-ci en avait besoin. ». Le choc est terrible dans le monde du football belge et fait scandale au niveau européen.

- Conséquences: En raison de la prescription, le SC Anderlecht n'est pas sanctionné. Différentes procédures sont entamées mais aucune n'aboutit. En 2007, le club de Nottingham qui a entretemps fait faillite, renonce à poursuivre ses actions en justice. De leur côté, Elst et Van Aeker prétendent avoir d'autre preuves de falsification d'autres matches, principalement dans la compétition belge. Mais les deux individus n'apportent aucune preuve de leurs allégations. Discrédités, ils disparaissent de la circulation non sans avoir été accusés de chantage.

### 1997 - Eendracht Alost-Antwerp/Charleroi/RWDM
- Compétition concernée: Division 1
  - Mis en cause: K. SC Eendracht Aalst
  - Plaignant/Victime: R. Antwerp FC, R. Charleroi SC, RWDM

- - Préambule: Durant le championnat 1996-1997 de D1, plusieurs clubs sont empêtrés dans la lutte pour le maintien, dont Alost, `le Cercle de Bruges, le Sporting de Charleroi, le KV Mechelen et le RWDM.
  - Soupçons/Accusations: Eddy Roelandt, ancien entraîneur (et par la suite coordinateur des jeunes à Beveren) aurait approché plusieurs joueurs pour les inciter à falsifier les résultats de leur équipe respective. Roelandt aurait voulu corrompre Dirk Rosez, alors gardien de but du RWDM en affirmant travailler au service de Patrick Orlans alors manager de l’Eendracht Alost. D’autres joueurs, Manu Karagiannis (Antwerp), Rudy Moury et Michel Rasquin (Charleroi) auraient été contactés par une autre personne se prétendant journaliste et qui aurait cherché à les corrompre. L’individu en question aurait affirmé travailler pour Alost. M. Karagiannis a reconnu ce personnage par la suite sur des images télévisées. Il s’agit de Bart De Bruyne qui n’est pas journaliste mais agent de joueurs.

- Conséquences: Après étude de ce dossier, l’URBSFA décrète qu’aucune preuve ne peut être établie quant à l’implication de l ’Eendracht Alost et de son manager Patrick Orlans. Ni club, ni son manager ne sont punis. Par contre, les intermédiaires qui auraient prétendu agir pour le « matricule 90 » ont été sanctionnés. E. Roelandt écope de 3 ans de suspension et B. De Bruyne de 10.

### 1998 - Affaire Cooreman
- Compétition concernée: Division 2
  - Mis en cause: Maurice Cooreman
  - Plaignant/Victime: R. Antwerp FC et URBSFA

- Faits:
  - Préambule: À l'entame du championnat 1997-1998, un certain Maurice Coormeman propose au président de l'Antwerp de l'aider à maintenir son club en Division 2, en échange d'une somme de 500.000 FB par match (ca 12,500 euro) et une commission de 6 millions (ca 148,800 euro). L'homme est éconduit et la Fédération avertie.
  - Soupçons/Accusations: Durant le Tour final de D2-D3, Coorreman réapparaît mais il se fait piéger par l'URBSFA alors qu'il tente de manipuler la rencontre « K. SV Ingelmunster-K. FC Vigor Hamme ».
- Conséquences: Maurice Cooreman est suspendu à vie.

### 1999 - VC Westerlo-KV Kortrijk
Cette affaire est aussi appelée Affaire Burg-Cox
- Compétition concernée: Division 1
  - Mis en cause: Coen Burg et Marc Cox (K. VC Westerlo) et indirectement KV Kortrijk
  - Plaignant/Victime: KV Kortrijk ezt K. VC Westerlo

- Faits:
  - Préambule: lors du championnat 1998-1999, Courtrai est empêtré dans la lutte contre la relégation alors que Westerlo se trouve en milieu de tableau.
  - Soupçons/Accusations: Coen Burg et Marc Cox aurait accepté de l'argent provenant de paris clandestins pour laisser perdre leur club de Westerlo face à Courtrai.
- Conséquences:  Après enquête, Burg et Cox sont sanctionnés respectivement de deux et trois ans de suspensions. Les deux clubs ne sont pas inquiétés. Saisie, la justice civile condamne les deux joueurs en cause à six mois de prison, en raison de la nouvelle législation sur la corruption privée.

### 2002 - Schoten SK-TSV Lyra
- Compétition concernée: Division 3
  - Mis en cause: K. FC Schoten SK
  - Plaignant/Victime: K. Lyra TSV

- Faits:
  - Préambule: Durant le championnat de Division 3 2001-2002, le FC Schoten SK vise une place au tour final pour la montée en Division 2. Le club anversois est à la lutte avec, entre autres, Zultse VV et le Lyra.
  - Soupçons/Accusations: Peu avant la rencontre devant opposé le Lyra au K. RC Mechelen, un dirigeant de Schoten, Geert Van Gastel aurait téléphoné à Eddy Claes, gardien de but lierrois pour lui proposer 150.000 FB (ca 3,800 euro) afin qu'il favorise une défaite de son équipe et ainsi faciliter l'accès de Schoten au tour final. Le portier a refusé et dépose plainte auprès de l'URBSFA en compagnie d'André Daems, correspondant qualifié du Lyra. Daems aurait été témoin de la conversation.

- Conséquences: Bien que G. Van Gastel a toujours nié les faits, l'URBSFA se prononce contre Schoten. Au terme de la procédure et des différents recours, la sanction définitive ne tombe que dans le courant de la saison 2001-2002. Au terme de celle-ci, le K. FC Schoten SK est relégué d'office en Promotion et commence championnat 2002-2003 avec une pénalité de 12 points. Ce retrait de point est fatal au « matricule 956 » qui termine à la 14e place au lieu de la...5e. Renvoyé en Provinciale, le club en ressort deux ans plus tard et rejoue quatre saisons en Promotion, puis est relégué.

### 2005 - Verbr. Geel-Red Star Waasland
Ce dossier est le premier dans lequel apparaît le nom de´Zheyun Yé
- Compétition concernée: Division 2
  - Mis en cause: K. FC Verbroedering Geel
  - Plaignant/Victime: K. Red Star Waasland

- Faits:
  - Préambule: En fin de saison 2004-2005, Geel et Waasland prennent part au tour final de D2 pour décrocher une place en D1. Les deux autres clubs engagés sont l'Antwerp FC et le SV Roeselare. C'est ce dernier qui remporte le mini-tournoi et est promu.
  - Soupçons/Accusations: Le club de Geel est accusé d'avoir voulu fausser le déroulement du tour final. De l'argent aurait été proposé au club Waasland afin d'en acheter les joueurs et faciliter la victoire de Geel. Un homme d'affaires chinois répondant au nom de Zheyun Yé et le joueur suisse Jean-Pierre La Placa auraient servi d'intermédiaire dans cette tentative de corruption.

- Conséquences: Au terme du traitement du dossier, en décembre 2005, bien que niant totalement les faits reprochés, Geel et Jean-Pierre La Placa sont sanctionnés. Le Verbroedering Geel est contraint de descendre d'une division à la fin du championnat 2005-2006. Classé 3e en Division 2, Geel participe au tour final pour la montée en D1 (qu'il termine dernier) mais est relégué en Division 3. Jean-Pierre La Place est sanctionné de trois ans de suspension. Tant le club puni que le joueur suisse se pourvoient en Appel. J-P. La Placa est blanchi, mais il n'en est pas de même pour le club porteur de « matricule 395 ».campinois. En raisons des procédures entamées, le dossier traîne jusqu'au terme de la saison 2005-2006. Geel à nouveau qualifié pour le tour final de D2 se voit cette fois interdire d'y prendre part, à la suite d'une réclamation introduite par...Waasland. Jean-Pierre La Placa poursuit et termina sa carrière sereinement dans plusieurs clubs régionaux hennyuers. Geel bascule en D3 en vue de la saison 2006-2007 mais refait à la une de l'actualité « pseudo-sportive » avec le long feuilleton du « dossier Geel-Namur ». Terminant en position de relégué sportif en Division 2 au terme du championnat 2007-2008, le « matricule 395 », très gravement endetté, annonce juste avant le début de la saison suivante l'arrêt de ses activités et disparaît. Plusieurs membres de la direction et divers sympathisants se rapprochent alors du club voisin du FC Verbroedering Meerhout qui évolue en Promotion. Par la suite, Verbr. Meerhout prend le nom de Football Club Verbroedering Geel-Meerhout.

### 2006 - Affaire Zheyun Yé
Cette affaire est le plus grand dossier de fraude de l'Histoire du football belge, elle porte le nom du personnage soupçonné d'être l'instigateur principal, l'homme d'affaires chinois Ye Zheyun (en)
- Compétition concernée: Division 1, Division 2
  - Mis en cause: principalement R. AA Louvièroise, Lierse SK, Saint-Trond VV...
  - Plaignant/Victime: URBSFA, ministère belge de la Justice

- Faits: Sous le prétexte de proposer des plans d'investissements aux clubs de football belges, Zheyun Yé aurait tenté de ramifier un réseau de joueurs corrompus par ses soins pour influencer le résultat des matchs au profit de parieurs asiatiques. Ce dossier toujours à l'instruction n'a pas encore livré tous ses secrets. L'URBSFA a infligé certaines punitions mais a aussi suspendus plusieurs dossiers pour une période indéterminée afin de laisser le droit à un procès équitable aux personnes incriminées. Les premières révélations sont publiées à la fin de l'année 2005, mais le scandale proprement dit éclate en février 2006.

- Conséquences: Le Lierse est sanctionné d'un retour en Division 3 après la saison 2007-2008, mais est acquitté en Appel. L'ancien entraîneur lierrois Paul Put est suspendu à vie mais voit sa punition ramenée à trois en Appel. Les autres dossiers disciplinaires sont suspendus afin de permettre le bon déroulement de l'enquête puis la bonne tenue du procès. La première audience est attendue en septembre 2013.

### 2018 - Footbelgate
(aussi appelé "Footballgate" ou le "Footgate" selon les médias) 
Le 10 octobre 2018, un scandale concernant plusieurs clubs de football belges éclate au grand jour. 44 perquisitions sont effectuées dans l'ensemble du pays. Le 12 octobre, le parquet fédéral annonce l'inculpation de 19 personnes, dont 9 sous mandat d'arrêt, dont Mogi Bayat, agent de joueurs omniprésent dans le milieu, et Herman Van Holsbeeck, manager du club d'Anderlecht.
S'il y a quelques fragments qui débouchent sur de très fortes suspicions de matchs truqués (voir ci-dessous) le dossier est surtout question de fraude fiscale par le biais de commissions occultes.

#### Marché des transferts
L'enquête met au jour des pratiques douteuses établies entre les agents des joueurs et les clubs. Certains de ces derniers emploient les agents directement pour que ceux-ci s'occupent du mercato à la place de leurs employeurs. Les agents étant également rémunérés par les joueurs recrutés peuvent donc être payés par chaque acteur du transfert : le club vendeur, le club acheteur, et le joueur transféré. Sur la saison 2017-2018, 10 %  des revenus des clubs sont consacrés à régler les appointements des agents ; un tiers de cet ensemble se concentre sur cinq agents, dont Mogi Bayat, désigné comme l'un des acteurs majeurs du système.
Celui-ci est arrêté en octobre 2018, et passe un mois et demi en prison, sans effet. Son frère, Mehdi Bayat, membres des instances dirigeantes du football belge et administrateur du Royal Charleroi Sporting Club, est élu président de la fédération à l'été 2019. Les réformes attendues par le déclenchement de l'affaire ne sont pas mises en œuvre, Mehdi Bayat préférant que la FIFA remanie globalement le système des transferts.
De son côté, la Jupiler Pro League souhaite mettre en place une instance permettant de contrôler les flux financiers entre les différentes parties ; toutefois, l'interdiction à un agent d'être le représentant de plus d'un des acteurs d'un transfert n'a pas été retenue. Le directeur général de la Pro League, Pierre François, est lui-aussi montré du doigt pour ses relations avec des intermédiaires mis en cause dans cette affaire.

#### Matchs truqués
Initialement, l'enquête concerne des personnes remplissant les fonctions dites « d'agent de joueurs » et des agissements estimés suspects et illicites dans le cadre de transferts (montants exacts, commissions, rétro-commissions, interventions d'intermédiaires, utilisation de « cadeaux de luxe » pour lesquels des frais douaniers n'ont pas été réglés, etc.). Le dossier est donc principalement administratif et financier en regard des lois fiscales et/ou du Travail. Hélas pour l'image du football belge, les enquêteurs ont également découverts des éléments laissant à penser que des rencontres de la dernière journée de la phase classique de la saison 2017-2018 de Division 1A (Jupiler Pro League) auraient été manipulées. Il s'agit des matchs Yellow Red KV Malines / Waasland-Beveren et KAS Eupen / Royal Excel Mouscron. Deux arbitres parmi les mieux notés (Bart Vertenten et Sébastien Delferrière) sont mis en cause.
Ce dossier est mis en instruction au sein de la fédération belge qui établit un « calendrier serré » afin d'obtenir un verdict avant la date fatidique du 30 juin 2019. Durant un peu plus d'une semaine à partir de la mi-mai 2019, l'URBSFA tient une suite d'audiences faite d'interrogatoires des personnes mises en cause, d'intervention du Procureur fédéral Karl Wagner et des avocats de la défense. Un premier verdict clôt le déroulement auprès des instances du football belge, le 1er juin 2019 quand la Cour d'appel de la Commission des litiges de l'URBSFA condamne le YR KV Mechelen à rester en D1B et d'y commencer avec une pénalité de 12 points. Le club se voit de plus exclu de la Coupe de Belgique 2019-2020 et ne peut prendre part à la Ligue Europa malgré sa victoire en Coupe de Belgique 2018-2019. Le club de Waasland-Beveren est acquitté tandis que la partie entre Eupen et Mouscron semble exempte de manipulation.
Le YR KV Mechelen porte le dossier devant la Cour belge d'arbitrage pour le sport. Celle-ci doit rendre sa décision pour le 30 juin. Mais en raison de la récusation successive des deux premiers initialement désignés, l'affaire ne connaît pas d'évolution avec le 10 juillet 2019, quand la CBAS annonce que la Commission des litiges a mal interprété le réglement. La Cour d'arbitrage décrète que le club de Mechelen ne peut pas être renvoyé en D1B.
Toutefois, le prononcé de la CBAS n'est pas intégral et ne concerne que la sanction de relégation. L'entité juridique promet un verdict complet au plus tard sous quinzaine. Une semaine plus tard, soit le mercredi 17 juillet 2019, la CBAS confirme les autres verdicts de la Commission des Litiges, c'est-à-dire que le YR KV Mechelen (et quatre de ses administrateurs) sont reconnus coupables d'actes de falsification de la compétition. S'il reste autorisé à jouer en Jupiler Pro League, le YR KV Mechelen voit son éviction de la Coupe de Belgique 2019-2020 confirmée, tout comme l'interdiction de jouer en Ligue Europa. Au bout du compte, dans ce domaines des compétitions européennes, malgré les craintes initiales, la Belgique conserve ses cinq places européennes pour la saison 2019-2020. Le Standard de Liège et l'Antwerp FC montent d'un cran dans le placement en Ligue Europa alors que La Gantoise est repêchée de justesse et doit jouer deux tours préliminaires.